# Scrupulaspis
Scrupulaspis är ett släkte av insekter. Scrupulaspis ingår i familjen pansarsköldlöss.
Kladogram enligt Catalogue of Life:
| Scrupulaspis | \| \| Scrupulaspis intermedia \| \| \| \| \| \| Scrupulaspis victoriae \| \| \| \| |
|              | \| \| Scrupulaspis intermedia \| \| \| \| \| \| Scrupulaspis victoriae \| \| \| \| |
|              | Scrupulaspis intermedia                                                            |
|              |                                                                                    |
|              | Scrupulaspis victoriae                                                             |
|              |                                                                                    |